# Carro-Pass
Der Carro-Pass ist ein Gebirgspass mit gemächlicher Steigung an der Nordwestküste der westantarktischen James-Ross-Insel. Er verbindet die Holluschickie Bay mit der Bucht zwischen dem Rink Point und dem Stoneley Point.
Das UK Antarctic Place-Names Committee benannte den Pass am 12. Februar 1964 nach Ignacio Carro von der argentinischen Armee, der ihn 1959 als Erster begangen hatte.